# Plecoptera recens
Plecoptera recens là một loài bướm đêm trong họ Erebidae.